# Multitud
Multitud ist eine Ortschaft und eine Parroquia rural („ländliches Kirchspiel“) im Nordwesten des Kantons Alausí der ecuadorianischen Provinz Chimborazo. Die Parroquia besitzt eine Fläche von 102,8 km². Die Einwohnerzahl lag im Jahr 2010 bei 2084. Die Bevölkerungsentwicklung hat einen negativen Trend. Am 26. Dezember 1950 wurde die Parroquia Multitud gegründet.

## Lage
Die Parroquia Multitud liegt in der Cordillera Occidental am linken Flussufer des nach Süden fließenden Río Chimbo. Im Norden wird die Parroquia von dessen Zuflüssen Río Maguazo und Río Coco begrenzt. Der Hauptort Multitud befindet sich 19,5 km westnordwestlich des Kantonshauptortes Alausí auf einer Höhe von 1470 m. Die Fernstraße E487 (Cumandá–Riobamba) führt durch das Verwaltungsgebiet und etwa 1,5 km nördlich an dessen Hauptort vorbei.
Die Parroquia Multitud grenzt im Osten und im Südosten an die Parroquia Sibambe, im Südwesten an den Kanton Cumandá, im Westen an die Parroquia Chillanes (Provinz Bolívar) sowie im Norden an den Kanton Pallatanga.